# Miriam Faßbender

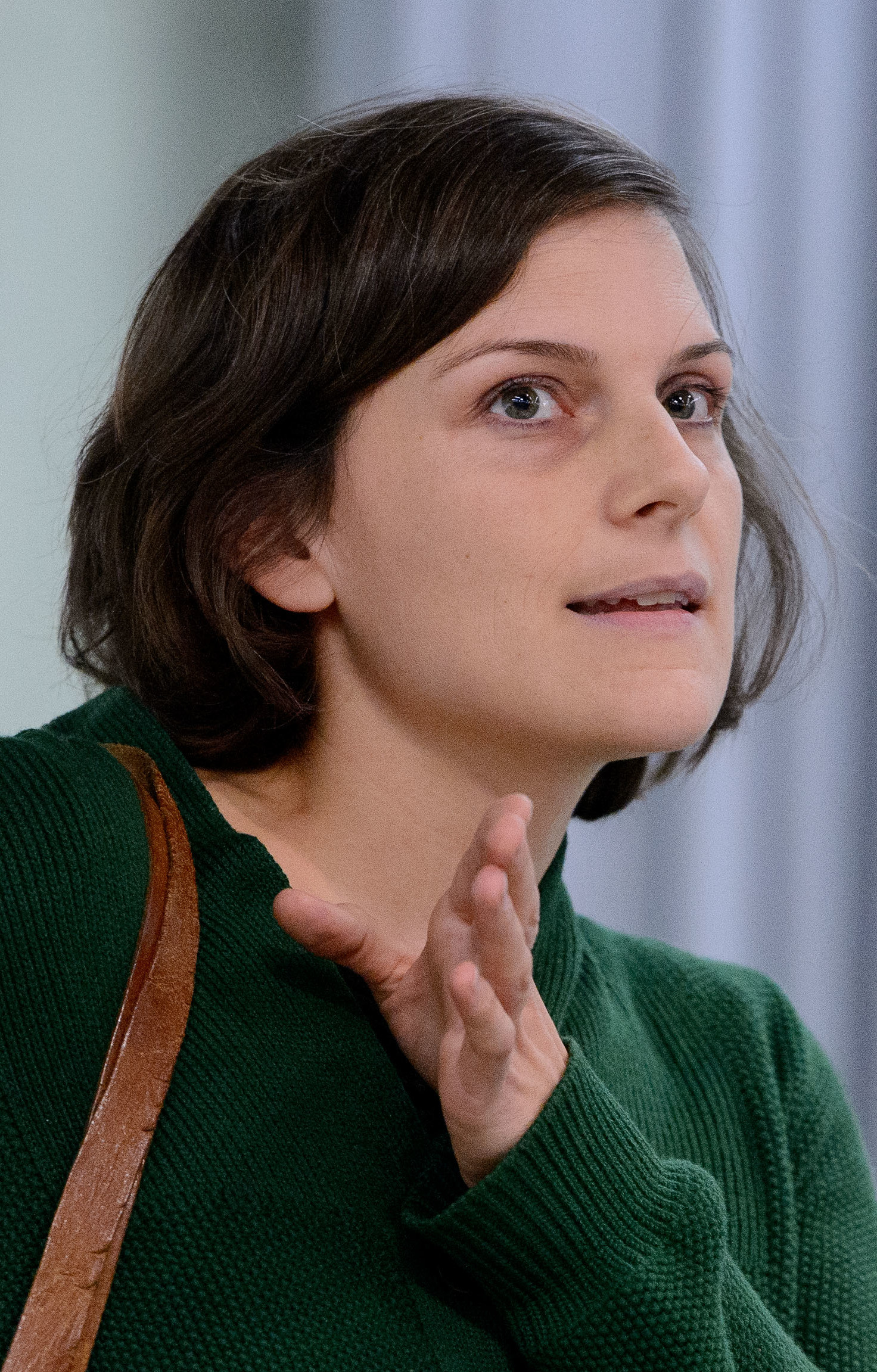
Miriam Faßbender, 2013

Miriam Faßbender (* 1980 in München) ist eine deutsche Kamerafrau und Filmemacherin.

## Leben
Als Autodidaktin angefangen, wirkte Faßbender als Material- und Kameraassistentin an Kinofilmen wie Shooting Dogs von Michael Caton-Jones, Zarins Story von Shirin Neshat oder Der Baader Meinhof Komplex von Uli Edel mit.
2001 nahm sie am summer course Cinematography an der Tisch School of the Arts der New York University teil und studierte 2003–2005 Kamera an der Film- und Fernsehhochschule (Famu) in Prag. Heute lebt sie in Berlin und arbeitet als freischaffende Kamerafrau für Dokumentarfilme.
Während sie 2005 in Marokko als Kameraassistentin bei einem Filmprojekt von Shirin Neshat arbeitete, und es die Anstürme auf den Grenzzaun bei Ceuta und von Melilla gab, lernte sie in Casablanca drei Migranten (u. a. aus Kamerun und Markala, Mali) kennen. Ab Dezember 2006 drehte sie drei Jahre lang in Gao, im Norden von Mali, im Foyer du nord (Foyer de travailleurs migrants) im südalgerischen Adrar und Marokko (2008) über deren Weg nach Europa. Später verfasste sie, auf Anfrage des Westend-Verlags, ein Tagebuch dazu.
2009 wirkte sie als Kameraassistentin bei Soul Kitchen mit. 2014–15 führte sie für das Don Bosco Flüchtlingswerk in Wien Regiearbeiten aus.

## Veröffentlichungen
- 2850 Kilometer – Mohamed, Jerry und ich unterwegs in Afrika. Tagebuch einer Flucht; 2014

## Filmografie
- Viktoriastadt – Menschen des 21. Jahrhunderts; von Johannes Kochs
- Verdammt ich bin erwachsen – Rolf Losansky; von Dagmar Seume
- Ge9n; von Haukur Mar Helgasson
- Fremd (Foreign)